# Hospital de Naturales del Cuzco
El Hospital de naturales fue un edificio de la época virreinal construido en la ciudad del Cusco, Perú. Sirvió como hospital para los pobladores indígenas de la zona y se ubicó en el solar donde actualmente se levantan la Iglesia de San Pedro en el cruce de las Calles Cascaparo y Hospital y la Estación San Pedro. Dejó de funcionar a inicios del siglo XIX.

## Historia
Tras la fundación española de la ciudad del Cusco, el 12 de febrero de 1546, Carlos I de España había asignado una pequeña renta para la construcción de un hospital en la ciudad. Para ello, el Cabildo del Cuzco instruyó a algunos vecinos que localizasen una ubicación sana para la construcción de un hospital de naturales que albergara a los indios o naturales del Cusco. El 27 de marzo de 1556 se hizo la fundación del Hospital de Naturales, que sería el principal de los hospitales coloniales de la ciudad, y su primera piedra fue puesta el 13 de julio de ese mismo año. En 1572 se estableció la respectiva parroquia en el Hospital denominada como "Hospital de los Naturales". Su construcción requirió grandes esfuerzos y recibió apoyo del Virrey Andrés Hurtado de Mendoza, Marqués de Cañete, quien donó en favor del hospital el producto de la venta de las casas confiscadas a Gonzalo Pizarro. 
El Terremoto de 1650 ocasionó la destrucción de casi toda la estructura con excepción de una sala del hospital. Se tuvo que esperar 38 años hasta el 14 de septiembre de 1688 cuando se puso la piedra fundamental de la nueva iglesia (hoy Iglesia de San Pedro) contando con el apoyo del Obispo del Cusco Manuel de Mollinedo y Angulo. El hospital dejó de funcionar a inicios del siglo XIX, tras las convulsiones provocadas por las guerras de independencia hispanoamericanas.

#### Libros y publicaciones
- Angles Vargas, Victor (1983). Historia del Cusco Colonial Tomo II Libro segundo. Lima: Industrialgrafica .S.A.
- Esquivel Coronado, Jessica. La Parroquia de Hospital de los Naturales en el Cusco Colonial. Consultado el 8 de septiembre de 2019.
- Kubler, George (1953). «Cuzco Reconstrucción de la ciudad y restauración de sus monumentos Informe de la misión enviada por la Unesco en 1951». UNESCO. Consultado el 26 de agosto de 2019.

- Datos: Q67188971